# آکیرا یوشینو

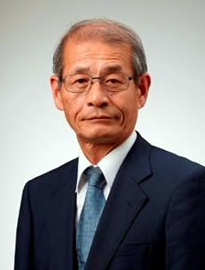

آکیرا یوشینو (انگلیسی: Akira Yoshino؛ زادهٔ ۳۰ ژانویه ۱۹۴۸) یک شیمی‌دان اهل ژاپن است. وی به همراه دو شیمی‌دان دیگر به جهت توسعهٔ باتری لیتیم-یون، موفق به دریافت جایزه نوبل شیمی سال ۲۰۱۹ گردید.